# Publius Marius
Publius Marius (sein Cognomen ist nicht bekannt) war ein im 1. Jahrhundert n. Chr. lebender römischer Politiker.
Durch Inschriften und die Annales des Tacitus ist belegt, dass Marius 62 zusammen mit Lucius Afinius Gallus ordentlicher Konsul war; die beiden übten dieses Amt mindestens bis zum 2. März des Jahres aus. In De aquaeductu urbis Romae von Sextus Iulius Frontinus wird er als Curator aquarum für die Jahre 64 bis 66 aufgeführt.